# Ucayalipithecus
Ucayalipithecus is een geslacht van uitgestorven primaten uit de familie Parapithecidae dat tijdens het Vroeg-Oligoceen in Zuid-Amerika leefde. De typesoort is Ucayalipithecus perdita

## Fossiele vondsten
Vier fossiele kiezen zijn gevonden bij Santa Rosa in de regio Ucayali in Peru en zijn 35 tot 32 miljoen jaar oud. Op dezelfde vindplaats zijn ook enkele kiezen van andere soorten apen gevonden, waarvan de oudste behoren tot de breedneusaap Perupithecus.

## Kenmerken
Ucayalipithecus  was een kleine aap met een formaat dat vergelijkbaar is met dan van de hedendaagse oeistities.

## Verwantschap
De fossielen van Ucayalipithecus  wijzen sterk op een Afrikaanse afkomst. Er zijn duidelijke overeenkomsten met die van apen uit de Parapithecidae, een groep die in het Laat-Eoceen en Oligoceen in Noord-Afrika leefden. Fylogenetisch onderzoek plaatst Ucayalipithecus in de groep van deze Afrikaanse apen. De apen bereikten net als de cavia-achtigen het continent in het Eoceen vermoedelijk op drijfhout over de Atlantische Oceaan, die destijds minder breed was dan tegenwoordig. De fossielen van Ucayalipithecus laten zien dat aanvankelijk zowel breedneusapen als parapitheciden voorkwamen in Zuid-Amerika, waarna laatstgenoemde groep uiteindelijk uitstierf.